# Urworte. Orphisch

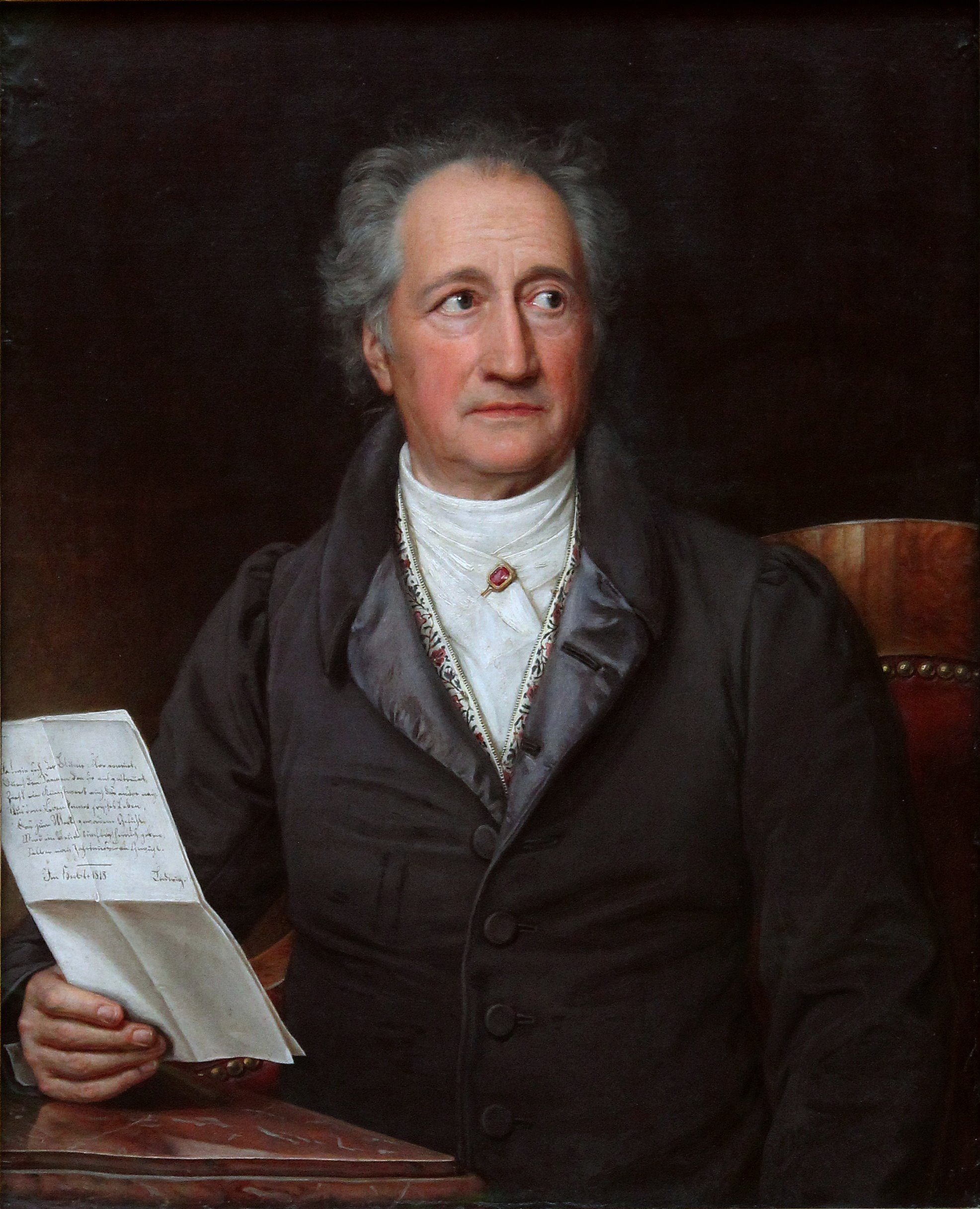
Johann Wolfgang von Goethe, Ölgemälde von Joseph Karl Stieler

Urworte. Orphisch ist der Titel einer Sammlung von fünf Stanzen Johann Wolfgang von Goethes, die er zwischen dem 7. und 8. Oktober 1817 schrieb. Er veröffentlichte sie 1820 in den Heften Zur Morphologie und versah sie in seiner Zeitschrift Über Kunst und Altertum noch im selben Jahr mit eigenen Erläuterungen.
Der kurze Zyklus gehört zu den weltanschaulichen Gedichten der frühen Altersjahre Goethes, umkreist metaphysische, mythologische und hermeneutische Fragen und erwächst aus seinen jahrelangen Versuchen, die Gesetzlichkeit des Lebens in den Formen der Urpflanze und der Urphänomene zu erkennen.
Der mythisch-literarische Bezug der Sammlung wird schon durch den Titel deutlich, mit dem Goethe auf den sagenumwobenen Sänger Orpheus und die orphische Dichtung anspielte.

## Inhalt
Das Werk versammelt die „Grundmächte“ Daimon (Dämon), Tyche (Das Zufällige), Eros (Liebe), Ananke (Nötigung) und Elpis (Hoffnung), die für Goethe das menschliche Leben bestimmen. Diesen Kräften ordnete er ebenso viele Lebensphasen des Menschen zu. Während der „Dämon“ die Geburt, Tyche hingegen die Jugend bestimmt, führt Eros zu einer Lebenswende, in der Zwang und Wollen versöhnt werden. Ananke wiederum prägt die Jahre des mittleren Alters und der Arbeit, während die Hoffnung Elpis das Alter zu bewältigen hilft. Die einzelnen Stanzen sind durch das abschließend gereimte Verspaar voneinander getrennt, bilden aber ein Beziehungsgeflecht, das vor allem im Übergang von der zweiten zur dritten Strophe deutlich wird.
Die fünf Stanzen lauten:
ΔΑΙΜΩΝ, Dämon

Wie an dem Tag, der dich der Welt verliehen,

Die Sonne stand zum Gruße der Planeten,

Bist alsobald und fort und fort gediehen

Nach dem Gesetz, wonach du angetreten.

So mußt du sein, dir kannst du nicht entfliehen,

So sagten schon Sibyllen, so Propheten;

Und keine Zeit und keine Macht zerstückelt

Geprägte Form, die lebend sich entwickelt.

ΤΥΧΗ, Das Zufällige

Die strenge Grenze doch umgeht gefällig

Ein Wandelndes, das mit und um uns wandelt;

Nicht einsam bleibst du, bildest dich gesellig

Und handelst wohl so, wie ein andrer handelt:

Im Leben ist’s bald hin-, bald widerfällig,

Es ist ein Tand und wird so durchgetandelt.

Schon hat sich still der Jahre Kreis geründet,

Die Lampe harrt der Flamme, die entzündet.

ΕΡΩΣ, Liebe

Die bleibt nicht aus! – Er stürzt vom Himmel nieder,

Wohin er sich aus alter Öde schwang,

Er schwebt heran auf luftigem Gefieder

Um Stirn und Brust den Frühlingstag entlang,

Scheint jetzt zu fliehn, vom Fliehen kehrt er wieder,

Da wird ein Wohl im Weh, so süß und bang.

Gar manches Herz verschwebt im Allgemeinen,

Doch widmet sich das edelste dem Einen.

ΑΝΑΓΚΗ, Nötigung

Da ist’s denn wieder, wie die Sterne wollten:

Bedingung und Gesetz; und aller Wille

Ist nur ein Wollen, weil wir eben sollten,

Und vor dem Willen schweigt die Willkür stille;

Das Liebste wird vom Herzen weggescholten,

Dem harten Muß bequemt sich Will und Grille.

So sind wir scheinfrei denn, nach manchen Jahren

Nur enger dran, als wir am Anfang waren.

ΕΛΠΙΣ, Hoffnung

Doch solcher Grenze, solcher eh’rnen Mauer

Höchst widerwärt’ge Pforte wird entriegelt,

Sie stehe nur mit alter Felsendauer!

Ein Wesen regt sich leicht und ungezügelt:

Aus Wolkendecke, Nebel, Regenschauer

Erhebt sie uns, mit ihr, durch sie beflügelt;

Ihr kennt sie wohl, sie schwärmt durch alle Zonen;

Ein Flügelschlag – und hinter uns Äonen.

## Entstehung

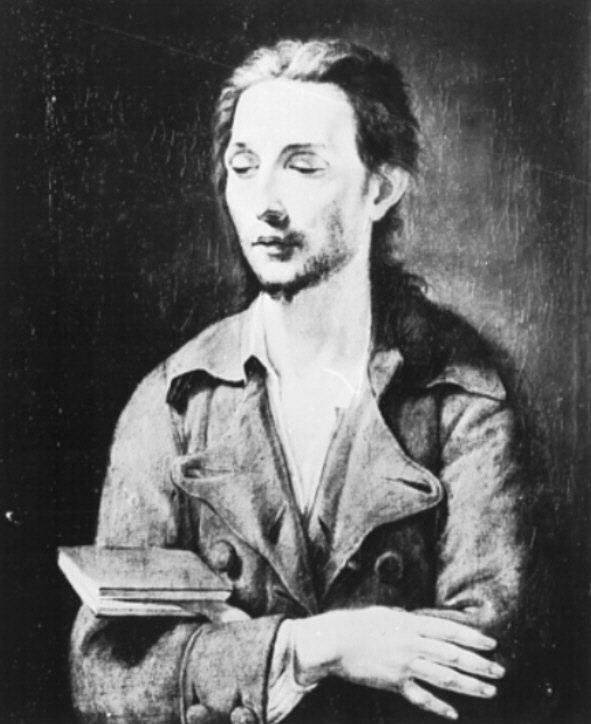
Georg Zoëga Ölgemälde eines unbekannten Malers um 1786

Vermittelt durch Herder und den Schweizer Theologen Georg Christoph Tobler kam Goethe bereits in jungen Jahren mit der Orphik in Berührung. In seiner autobiographischen Schrift Dichtung und Wahrheit beschrieb er, wie bestimmend jene frühe Begegnung war und seinen Glauben prägte, „daß Poesie, Religion und Philosophie ganz in Eins zusammenfielen“. Wegen der Verbindung lyrischer und religiöser Erkenntnisse in den orphischen Zeugnissen sprach Goethe in diesem Zusammenhang begeistert von „heiligen Worten“.
Für Goethe war die Mythologie ein Schatz „göttlicher und menschliche Symbole“. Die metaphysische Verbindung von Individuum und Kosmos war bei ihm von „tiefer Seinsbejahung erfüllt“.
So schrieb er in seiner Winckelmann-Abhandlung vom „glücklichen Los der Alten, besonders der Griechen in ihrer besten Zeit“, auf die man nun angewiesen sei. Wäre das Weltall empfindungsfähig, würde es „aufjauchzen und den Gipfel des eigenen Werdens und Wesens bewundern. Denn wozu dient alle der Aufwand von Sonnen und Planeten und Monden, von Sternen und Milchstraßen […], wenn sich nicht zuletzt ein glücklicher Mensch unbewußt seines Daseins erfreut?“
Hier entwarf er ein Idealbild der Antike und rief Winckelmann als Zeugen dafür auf. Die Schrift trägt stellenweise gegenchristliche Züge und grenzt sich von den Romantikern ab, welche die antike gegenüber der christlichen Kunst abwerteten.
Allerdings war Goethe noch nicht so weit, „orphische Lehren“ in Stanzen zu gießen oder sich tiefer mit Orpheus zu befassen, den er erst später als den Kitharöden erkannte, der ein Mysterium begründet hatte.
Die eigentliche Anregung zur lyrischen „Rekapitulation dieser uralten concentrirten Darstellung menschlichen Geschickes“ geht schließlich auf zwei Bücher zurück: Zunächst las Goethe die „Briefe über Homer und Hesiodus“, in denen Gottfried Hermann und Friedrich Creuzer eine Kontroverse über antike Urmythologie austrugen. In den Abhandlungen des dänischen Archäologen Georg Zoëga, die von Friedrich Gottlieb Welcker ins Deutsche übertragen worden waren, stieß er auf die „hieroi logoi“, die heiligen Worte der orphischen Literatur, die er als „Urworte“ übersetzte und neben „Dämon“ und „Tyche“, „Eros“ und „Ananke“ noch „Elpis“ setzte.
Während er in drei überlieferten handschriftlichen Fassungen und dem Erstdruck lediglich griechische Überschriften in Großbuchstaben wählte, fügte er im zweiten und dritten Druck deutsche, kleingeschriebene Ausdrücke hinzu.

## Hintergrund

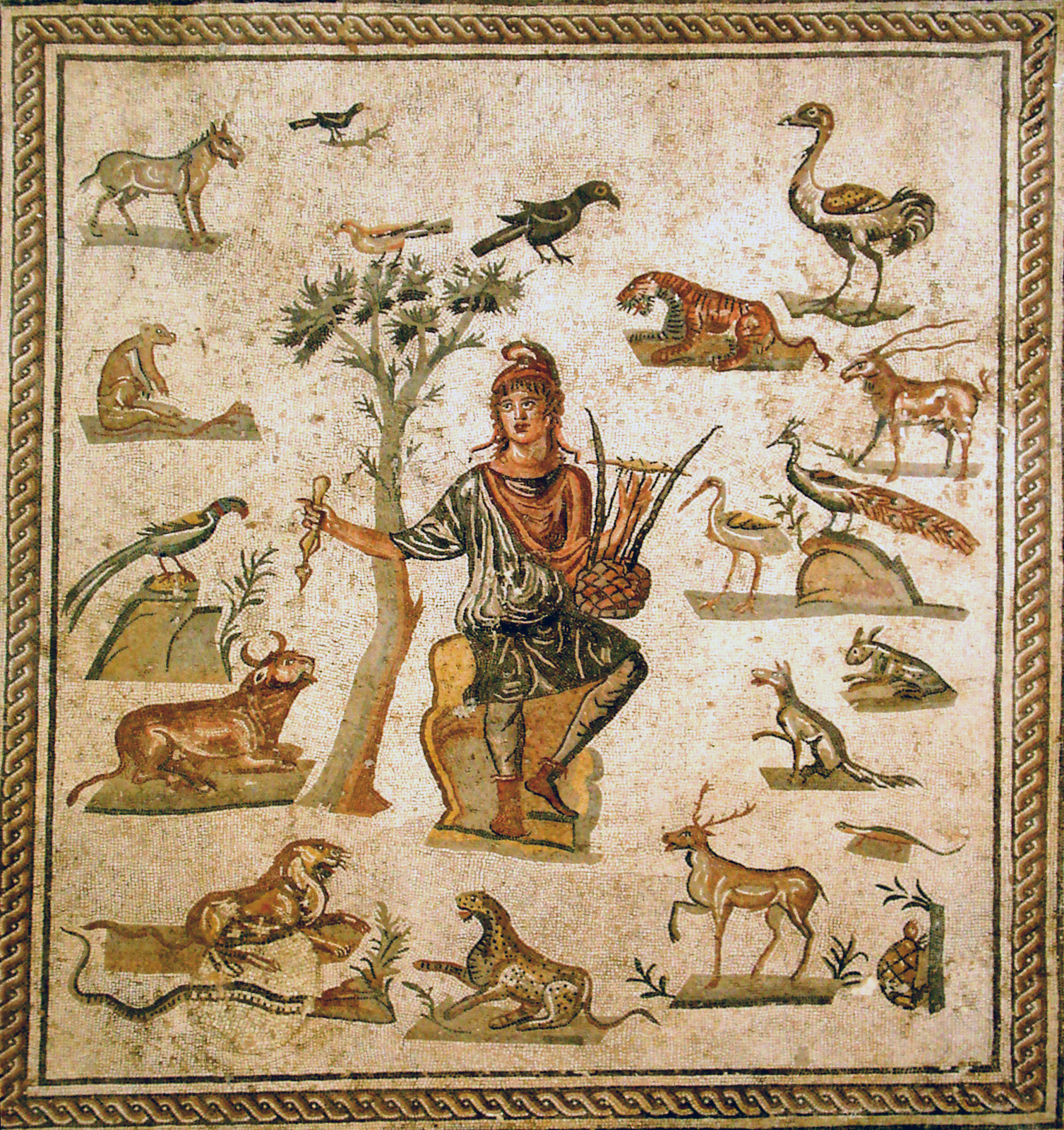
Orpheus von Tieren umgeben. Römisches Mosaik des dritten Jahrhunderts (Palermo)

Urworte waren für Goethe „urbildlich-typische, sinngebende Leitbegriffe“, die ihm aus der Antike überliefert schienen und mit denen er göttliche Offenbarungen von Lebensgesetzen und damit einhergehende Wandlungen verband.
Dabei waren die von ihm aufgegriffenen fünf allegorischen Bezeichnungen nicht fest umrissen und konnten so mit eigenem Gehalt ergänzt werden.
Goethe bereicherte hierbei die Kosmogonie nicht um weitere Einsichten, sondern legte die Worte vor dem Hintergrund seiner Erfahrungen und Überzeugungen individuell aus.
Seine lyrische Ausgestaltung der Prinzipien steht deutlich unter dem Einfluss Zoëgas, der in seinen Abhandlungen auf die Saturnalia des römischen Neuplatonikers Macrobius Ambrosius Theodosius eingegangen war, nach denen Dämon und Tyche, Eros und Ananke die Geburt eines Menschen begleiten. Zoëga hatte den vier Mächten noch Elpis hinzugefügt, eine fünfte Kraft, die für Goethe wegen ihres ausgleichenden Charakters äußerst wichtig war.
Das Präfix „Ur-“ deutet bei Goethe auf die „Quintessenz“ eigener Überzeugungen wie auf seinen Glauben an einen ewigen Wesensgrund.
In seinen weltanschaulichen Gedichten formulierte Goethe meist bündig-belehrend religiöse und philosophische Ansichten wie einprägsame Lebensmaximen und nutzte Motive und Begrifflichkeiten, die auch in anderen Alterswerken zu finden sind, in denen das Irdische als Symbol einer höheren Wirklichkeit erscheint. Das Auge etwa vermag nur die Farbe und nicht das Urlicht zu sehen und kann sich lediglich am Abglanz aus einer fernen Sphäre erfreuen. Zu Beginn des zweiten Dramenteils blickt der eben erwachte Faust in die Sonne und muss sich geblendet abwenden, erkennt aber den im Sonnenlicht glitzernden Wasserfall und bekennt: „Am farbigen Abglanz haben wir das Leben.“
Für Dinge, die über sich hinausweisen, verwendete er die Bezeichnung „Gleichnis“; so am Ende der Tragödie mit den Worten des Chorus Mysticus: „Alles Vergängliche ist nur ein Gleichnis“. In dieser Bedeutung findet sich das Wort in der zweiten Strophe des Gedichts Prooemion.

## Besonderheiten und Deutung

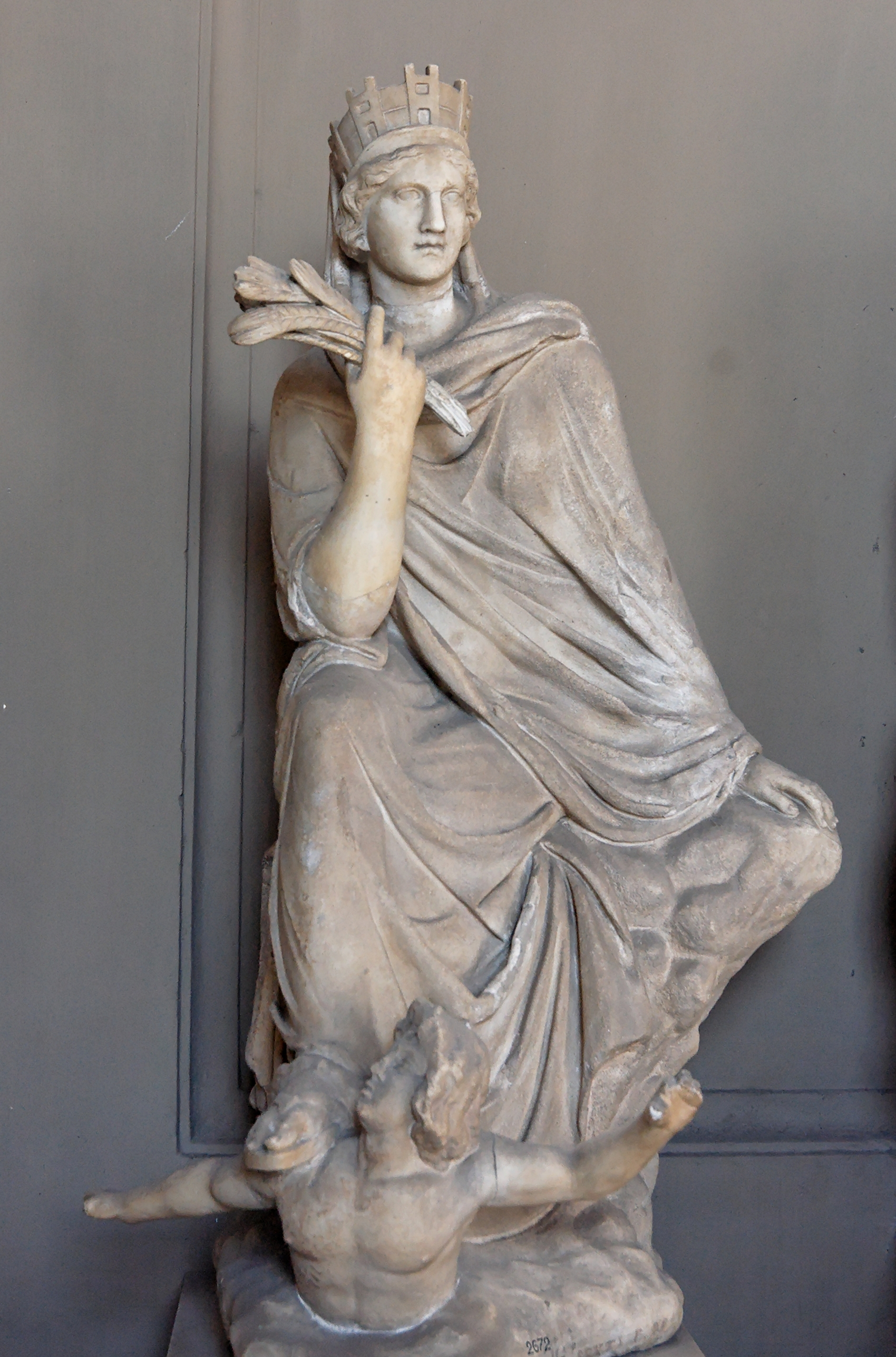
Tyche von Antiochia, ein Werk des Eutychides, im Vatikan

Mit dem ersten Gedicht umkreist Goethe die zentrale Frage der Individualität. Mit dem dämonischen Wesen befasste er sich auch in Dichtung und Wahrheit und in Gesprächen mit Eckermann. Der lässt Goethe sagen, das Dämonische sei „durch Verstand und Vernunft nicht aufzulösen“. Es liege nicht in seiner Natur, „aber ich bin ihm unterworfen“.
Innerhalb orphischer Vorstellungen war der Dämon ein halbgöttliches Wesen, das einen Menschen besetzt und ihn so im weiteren Verlauf seines Lebens beeinflusst. Wie Goethe in seinem Selbstkommentar schrieb, fasste er den Dämon als „das Charakteristische“ und „die notwendige, bey der Geburt unmittelbar ausgesprochene, begränzte Individualität der Person“.
Goethe verstand ihn nicht als unvernünftigen, gar teuflischen Zwang, sondern als entelechisches Entwicklungsgesetz, als „geprägte Form, die lebend sich entwickelt“ und so die ohnehin vorhandenen Anlagen hervortreibt. In diese Richtung gehen auch die von Eckermann wiedergegebenen Worte, Mephistopheles sei ein „viel zu negatives Wesen, das Dämonische aber äußert sich in einer durchaus positiven Tatkraft.“, eine Bewertung, die auch als Selbstdeutung verstanden werden kann.
Das Bild des Sternenstandes, der die kosmischen Zusammenhänge und höheren Mächte ebenso veranschaulicht wie die davon ausgehende Prägung des Ichs, ist ebenfalls in seiner Autobiographie zu finden. Gleich im ersten Absatz verbindet er seine Geburt am 28. August 1749 mit einer erfreulichen Konstellation und rückt sie so ins günstige Licht: „Die Konstellation war glücklich; die Sonne stand im Zeichen der Jungfrau, und kulminierte für den Tag, Jupiter und Venus blickten sie freundlich an…“
Mochte Goethe auch an eine durchgehende Verbindung der Dinge glauben, war er kein Astrologe und spielte lediglich mit der Symbolik des Motivs.
Die dämonische Festlegung wird durch das „Zufällige“ der zweiten Stanze modifiziert. Tyche überwindet die „strenge Grenze“ und lockert die prägende Form. Der Mensch reagiert auf unterschiedliche Forderungen des Lebens, bewegt sich in sozialen Beziehungen, handelt bisweilen so, „wie ein andrer“ und wird hin- und hergeworfen.
Dem blinden „Zufall“ überlassen, kann der Einzelne in ein Geflecht von Verstrickungen geführt werden. Erkennt er aber das Wesen dieser Macht, kann er womöglich Dinge entdecken, die man klaren Auges nicht gefunden haben würde. Auf diese Weise bilden Daimon und Tyche ein polares Wechselspiel, er verhält sich zu ihr wie „Sonne und Mond, wie der Urheber des Lichtes zu dem, was er bestrahlt“, eine Sichtweise, die auf Georg Zoëgas Abhandlungen zurückgeht. So verstanden ist der Dämon als Sonne der Ausgangspunkt des Geistes, „der Wärme und des Lichts“, während Tyche der Mond ist, der den wandelnden „Lauf […] des sterblichen Lebens begleitet“.
Die Hingabe in der Liebe mag einerseits schicksalhaft, „vom Himmel“ herabstürzend erlebt werden, verbindet indes mit dem Einen, dem sich das nicht mehr im „Allgemeinen“ verschwebende Herz widmet.
Gegenüber den vorangegangenen Strophen ist der Titel mit dem Text des Gedichtes brückenartig verbunden, prägt die Thematik und führt den Leser unmittelbar in die lyrische Aussage. Die erste Zeile Die bleibt nicht aus! – Er stürzt vom Himmel nieder ist mit der Überschrift verknüpft und setzt mit dem weiblichen Genus des deutschen Wortes „Liebe“ wie mit dem männlichen des griechischen „Eros“ den weiteren Verlauf unter die Spannung beider Geschlechter. Hinter der brachylogischen Ausdrucksweise scheint der Gedanke der polaren Einheit durch, wenn auch in den folgenden Zeilen der Eros dominiert, der in der antiken Kosmogonie eine Urkraft war und sich in den Prinzipien Yin und Yang der chinesischen Philosophie ebenfalls findet.
Im Spannungsfeld zwischen inneren und äußeren Gegebenheiten, der Persönlichkeit und „dem harten“ Muss der Gesellschaft wird die Mittelstellung der Liebe in dem Zyklus deutlich. Goethe begreift sie hier nicht als bloße Leidenschaft, sondern als Herausforderung, das Gute zu befördern und in der freiwilligen Bindung eine höhere Stufe menschlicher Entwicklung zu erreichen.
Hier deutet sich bereits die Verbindung zur vierten Stanze an, indem die Liebe „Bedingung und Gesetz“ auferlegt, somit Grenzen und Pflichten nötigend mit sich führt. Vor den Zwängen des Lebens muss Liebgewonnenes „weggeschoben“ und die persönliche Freiheit eingeengt werden. Vor der bitteren Erkenntnis der Scheinfreiheit mag die letzte Stanze der Hoffnung trösten. Sie kann die „Pforte“ der ewigen Mauer „entriegeln“, um uns über die Notwendigkeiten hinwegzutragen. Goethe orientierte sich hier an Zoëga, für den Elpis ebenfalls eine zentrale Schicksalsmacht war. Aus Goethes Sicht glich sie den Zwang der Nötigung aus und minderte so, vergleichbar mit Tyches Kraft gegenüber Daimon, die entstehenden Konflikte und Verwerfungen.
Für Goethe war der Kern des Menschen über die individuelle Lebensspanne hinaus unzerstörbar und konnte weder „zersplittert noch zerstückelt werden, sogar durch Generationen hindurch“. Er wollte nicht akzeptieren, dass der Mensch innerhalb des ewigen Naturkreislaufs den Kerker seines irdischen Daseins nicht verlassen könne und mit ihm untergehen müsse und sprach vom Geist als einem „Wesen ganz unzerstörbarer Natur; es ist ein fortwirkendes von Ewigkeit zu Ewigkeit.“
So öffnet die letzte Zeile „Ein Flügelschlag – und hinter uns Äonen“ den Blick auf die Unsterblichkeit.